# Ali Collins
Ali Collins (* 27. Mai 2000) ist eine britische Tennisspielerin.

## Karriere
Collins spielt hauptsächlich auf Turnieren der ITF Women’s World Tennis Tour, wo sie bislang neun Titel im Doppel gewinnen konnte. Sie trainiert im Scottish National Tennis Centre der University of Stirling.
2017 gewann sie an der Seite von Jule Niemeier das J1 Beaulieu-sur-Mer im Damendoppel.

## Turniersiege

### Doppel
| Nr. | Datum              | Turnier        | Kategorie | Belag             | Partnerin        | Finalgegnerinnen                               | Ergebnis          |
| --- | ------------------ | -------------- | --------- | ----------------- | ---------------- | ---------------------------------------------- | ----------------- |
| 1.  | 31. August 2019    | Haren          | ITF W15   | Sand              | Emily Arbuthnott | Cemre Anıl Anna Pribylowa                      | 3:6, 6:0, [10:4]  |
| 2.  | 5. März 2022       | Joué-lès-Tours | ITF W25   | Hartplatz         | Emily Appleton   | Mona Barthel Yanina Wickmayer                  | 2:6, 6:4, [10:6]  |
| 3.  | 6. August 2022     | Foxhills       | ITF W25   | Hartplatz (Halle) | Freya Christie   | Naiktha Bains Maia Lumsden                     | 6:3, 6:3          |
| 4.  | 20. August 2022    | Aldershot      | ITF W25   | Hartplatz         | Freya Christie   | Andrė Lukošiūtė Eliz Maloney                   | 6:4, 6:2          |
| 5.  | 16. September 2022 | Le Neubourg    | ITF W80   | Hartplatz         | Freya Christie   | Weronika Falkowska Sarah Beth Grey             | 1:6, 7:64, [10:3] |
| 6.  | 22. Oktober 2022   | Glasgow        | ITF W60   | Hartplatz         | Freya Christie   | Irene Burillo Escorihuela Andrea Lázaro García | 6:4, 6:1          |
| 7.  | 28. Januar 2023    | Sunderland     | ITF W60   | Hartplatz (Halle) | Freya Christie   | Magali Kempen Eden Silva                       | 6:3, 7:65         |
| 8.  | 10. Februar 2023   | Grenoble       | ITF W60   | Hartplatz         | Freya Christie   | Sofja Lansere Marija Timofejewa                | 6:4, 6:3          |
| 9.  | 3. November 2023   | Nantes         | ITF W60   | Hartplatz (Halle) | Yuriko Miyazaki  | Emily Appleton Isabelle Haverlag               | 7:64, 6:2         |